# 그레이비
그레이비(영어: gravy)는 고기와 채소를 조리할 때 자연스럽게 나오는 육즙으로 만든 소스로, 질감을 더하기 위해 주로 농후제로 걸쭉하게 만든다. 그레이비는 그레이비 솔트(소금과 캐러멜 식용 색소를 섞은 것)나 그레이비 브라우닝(물에 녹인 그레이비 솔트), 또는 부용 큐브로 색과 맛을 더할 수 있다. 천연 육즙이나 채소 추출물 대신 분말을 사용할 수도 있다. 통조림이나 즉석 그레이비도 시중에서 구할 수 있다. 그레이비는 주로 구이 요리, 미트로프, 쌀밥, 국수, 감자튀김, 으깬 감자, 또는 비스킷(북미, 비스킷과 그레이비 참고)과 함께 먹는다.

## 역사
현재 이해되고 있는 그레이비의 핵심 개념(육즙에 농후제를 섞어 만든 소스)을 기준으로 볼 때, 그레이비 사용이 기록된 가장 오래된 사례 중 하나는 14세기의 요리책 《더 폼 오브 커리》(The Forme of Cury)에서 찾아볼 수 있다. 그레이비라는 용어는 많은 중세 프랑스 요리책에서 발견되는 프랑스어 "그라베"(gravé)에서 유래한 것으로 여겨진다.